# Conselho Constitucional da França
O Conselho Constitucional (Conseil Constitutionnel, em francês) é a mais alta autoridade constitucional da França e tem como função fiscalizar a aplicação da Constituição. Foi estabelecido oficialmente em 4 de outubro de 1958 pela Constituição da Quinta República. Baseia-se também na Declaração dos Direitos do Homem e do Cidadão.